# Фаринелли-кастрат
«Фаринелли-кастрат» (Farinelli) — художественный фильм, поставленный режиссёром Жераром Корбьо.
Кинофильм был удостоен двух премий «Сезар» в категориях «лучшее звуковое оформление» и «лучшие декорации» (1995).

## Сюжет
Фильм о легендарном певце XVIII века Карло Броски по прозвищу Фаринелли (1705—1782), кастрированном в детстве старшим братом Риккардо, композитором, боявшимся, что с возрастом тот потеряет свой чудный голос.
Его искусство покорило самого Генделя, а зрители приходили в экстаз, падали в обморок и называли его «божественным Фаринелли». Трагедия этого человека, не имеющего возможности обрести полноценного счастья с женщиной, усиливается ещё более, когда он узнаёт, что его увечье было следствием не несчастного случая, а осознанного поступка брата.
Они делили женщин — Карло начинал, доводя их до оргазма, а Риккардо «закладывал семя». Это впоследствии позволило певцу не до конца, но всё же познать радость отцовства, соединив жизнь с любимой женщиной, когда он уже отказался от выступлений и пел только для испанского короля Филиппа V.

## Музыка
Саундтрек к кинофильму записал французский барочный оркестр «Лирические таланты» (фр. Les Talens Lyriques) под управлением Кристофа Руссе.

## Производство
Голос барочного певца диапазоном в 2,5 октавы в фильме реконструирован смешением звучания контратенора Дерека Ли Рэгина (Derek Lee Ragin) и женского сопрано Эвы Малас-Годлевской (Ewa Małas-Godlewska). Верхние ноты, которые контратенор был не способен исполнить, были дополнены схожим по тембру женским голосом. Однородность звучания была достигнута при помощи цифровой обработки, на которую ушло 17 месяцев.

## Награды
- премия «Давид ди Донателло» за костюмы (Ольга Берлути).
- Золотой глобус за лучший иностранный фильм 1995 г.
- Номинация на Оскар за лучший иностранный фильм 1995 г.
- «Сезар» за звук и декорации (Жан-Поль Мюгель, Доминик Эннекен) 1995 г., номинация за лучшие костюмы.
- Номинация на «Хрустальный глобус» (Карловы Вары, 1995)